# Населённые пункты Татарстана
Татарстан по состоянию на 21 января 2020 года включает 3119 населённых пункта, в том числе:
- 41 городской населённый пункт (в списке выделены оранжевым цветом), среди которых выделяются:
  - 22 города;
  - 17 посёлков городского типа;
- 3041 сельский населённый пункт (по данным переписи населения 2010 года — 3073 сельских населённых пункта, из них 49 без населения).

В списке населённые пункты распределены (в рамках административно-территориального устройства) по 14 городам республиканского значения и 43 районам (в рамках организации местного самоуправления (муниципального устройства) им соответствуют 2 городских округа и 43 муниципальных района).
Численность населения сельских населённых пунктов приведена по данным переписи 2010 года, численность населения городских населённых пунктов (городов и посёлков городского типа) — по оценке на 1 января 2024 года.

## Города республиканского значения
Города республиканского значения Казань и Набережные Челны на муниципальном уровне образуют городские округа.
Остальные города республиканского значения входят в состав муниципальных районов и, согласно Реестру, в состав административных районов (что противоречит закону об административно-территориальном устройстве).

### город (городской округ)Казань
| № | Населённый пункт | Тип   | Население |
| - | ---------------- | ----- | --------- |
| 1 | Казань           | город | 1 329 825 |

### городАзнакаево
Входит в состав Азнакаевского муниципального района (и, согласно Реестру, административного).
| № | Населённый пункт | Тип   | Население |
| - | ---------------- | ----- | --------- |
| 1 | Азнакаево        | город | 33 905    |

### городАльметьевск
Входит в состав Альметьевского муниципального района (и, согласно Реестру, административного).
| № | Населённый пункт | Тип   | Население |
| - | ---------------- | ----- | --------- |
| 1 | Альметьевск      | город | 163 747   |

### городБавлы
Входит в состав Бавлинского муниципального района (и, согласно Реестру, административного).
| № | Населённый пункт | Тип   | Население |
| - | ---------------- | ----- | --------- |
| 1 | Бавлы            | город | 21 628    |

### городБугульма
Входит в состав Бугульминского муниципального района (и, согласно Реестру, административного).
| № | Населённый пункт | Тип   | Население |
| - | ---------------- | ----- | --------- |
| 1 | Бугульма         | город | 79 545    |

### городБуинск
Входит в состав Буинского муниципального района (и, согласно Реестру, административного).
| № | Населённый пункт | Тип   | Население |
| - | ---------------- | ----- | --------- |
| 1 | Буинск           | город | 19 968    |

### городЕлабуга
Входит в состав Елабужского муниципального района (и, согласно Реестру, административного).
| № | Населённый пункт | Тип   | Население |
| - | ---------------- | ----- | --------- |
| 1 | Елабуга          | город | 73 759    |
| 2 | Тарловка         | село  |           |

### городЗаинск
Входит в состав Заинского муниципального района (и, согласно Реестру, административного).
| № | Населённый пункт | Тип     | Население |
| - | ---------------- | ------- | --------- |
| 1 | Заинск           | город   | 39 739    |
| 2 | Кармалка         | посёлок | 265       |

### городЗеленодольск
Входит в состав Зеленодольского муниципального района (и, согласно Реестру, административного).
| № | Населённый пункт | Тип   | Население |
| - | ---------------- | ----- | --------- |
| 1 | Зеленодольск     | город | 98 888    |

### городЛениногорск
Входит в состав Лениногорского муниципального района (и, согласно Реестру, административного).
| № | Населённый пункт | Тип   | Население |
| - | ---------------- | ----- | --------- |
| 1 | Лениногорск      | город | 60 993    |

### город (городской округ)Набережные Челны
| № | Населённый пункт | Тип   | Население |
| - | ---------------- | ----- | --------- |
| 1 | Набережные Челны | город | 548 221   |

### городНижнекамск
Входит в состав Нижнекамского муниципального района (и, согласно Реестру, административного).
| № | Населённый пункт | Тип     | Население |
| - | ---------------- | ------- | --------- |
| 1 | Дмитриевка       | деревня | 21        |
| 2 | Ильинка          | деревня | 44        |
| 3 | Нижнекамск       | город   | 240 842   |

### городНурлат
Входит в состав Нурлатского муниципального района (и, согласно Реестру, административного).
| № | Населённый пункт | Тип   | Население |
| - | ---------------- | ----- | --------- |
| 1 | Нурлат           | город | 33 990    |

### городЧистополь
Входит в состав Чистопольского муниципального района (и, согласно Реестру, административного).
| № | Населённый пункт | Тип     | Население |
| - | ---------------- | ------- | --------- |
| 1 | Ерыклинский      | посёлок | 8         |
| 2 | Чистополь        | город   | 58 815    |

## Районы
О населённых пунктах Татарстана в составе районов см.:
Населённые пункты Татарстана в районах (от А до К);
Населённые пункты Татарстана в районах (от Л до Я).